# 川西瓦韦
川西瓦韦（学名：Lepisorus soulieanus）为水龙骨科瓦韦属下的一个种。

## 扩展阅读
- 維基物種上的相關：川西瓦韦